# HERO オリジナル・サウンドトラック
『HERO オリジナル・サウンドトラック』（ヒーロー オリジナル・サウンドトラック/ORIGINAL SOUNDTRACK HERO）とは、フジテレビ系ドラマ『HERO』のオリジナルサウンドトラックである。2001年3月7日、東芝EMIよりリリースされた。
2007年に再発売された「HERO」 TVシリーズ オリジナル・サウンドトラックについても、本項で扱う。

## 解説
全曲 作曲:服部隆之（8曲目のみ宇多田ヒカル）。
2007年にドラマが映画化された際には、2001年盤（判決に使うハンマーのジャケット）の15曲に加え、新曲を4曲追加したものを2007年盤（白色地に金色字のジャケット）として、映画版のサントラとともに同時発売された。
2013年9月18日には、USMジャパンより2001年盤の廉価盤がリリースされた。
なお、映画版のHEROのサントラについては、「「HERO」 映画版オリジナル・サウンドトラック」で記述。

## 収録曲
1. 「HERO」-Main Title-
ドラマのオープニング・テーマで使われた。「HERO」といえばこの曲と言われるほど有名である。
2. 久利生のテーマ
3. Life work
4. Time to go
5. 奇妙なしらせ
6. 法廷の風景
7. 取り調べ
8. Can You Keep A Secret? -Instrumental-
宇多田ヒカルによる、ドラマ主題歌のリアレンジ・インスト・ヴァージョン。
9. 光と影
10. Out of synch
11. Tシャツとコーヒーの染み
12. 不思議な一夜
13. Action
14. ささやかな夢
15. He is the HERO!
16. Emergency＊
17. 二人の距離＊
18. 推理＊
19. He is the HERO! (small ver.)＊

＊…ボーナストラック（2007年盤にのみ収録された）。
曲名については、#15と#19を統一するため、2007年盤を参考（2001年盤の表記では、#3は「Lifework」,#10は「Out of Synch」,#15は「He is the hero !」とされている）。

## 参加ミュージシャン
- Keyboards：倉田信雄
- Guitar：古川望
- Bass：渡辺直樹
- Percussions：萱谷亮一
- Flute：高桑英世
- Oboe：浦丈彦
- Clarinet：十亀正司
- Horn：藤田乙比古、中島大之
- Trumpet：河東伸夫、林雄介
- Trombone：中川英二郎
- Saxophones：ボブ・ザング
- Strings：篠崎正嗣ストリングス
- Synthesizer operator：鈴木“太郎”直樹